# Darmstädter Ferienkurse

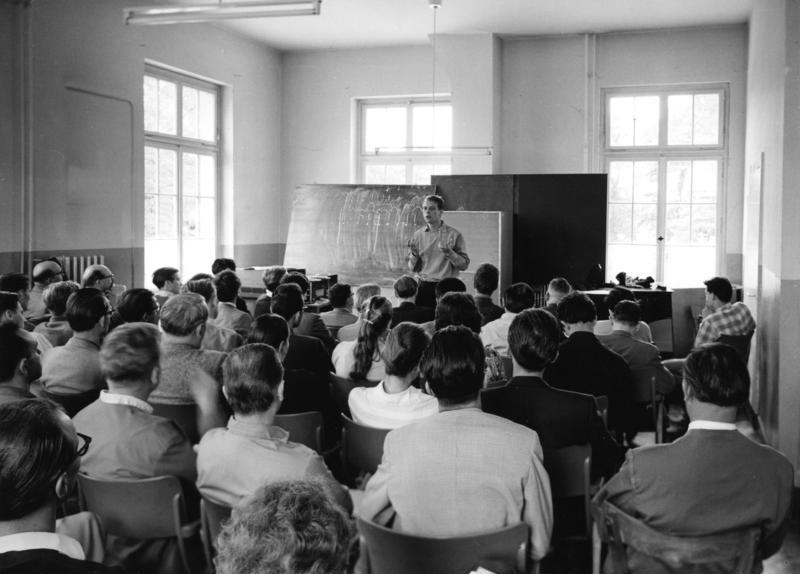
Kurs mit Karlheinz Stockhausen 1957

Die Darmstädter Ferienkurse, offiziell Internationale Ferienkurse für Neue Musik, sind eine zweijährlich stattfindende mehrwöchige Veranstaltung in Darmstadt, bei der Komponisten und Instrumentalisten in Seminaren und Konzerten die neuesten Strömungen der Neuen Musik erkunden bzw. vermitteln.
Veranstalter der Ferienkurse ist das Internationale Musikinstitut Darmstadt (IMD), das vor 1963 Kranichsteiner Musikinstitut hieß.

## Geschichte
Die Ferienkurse wurden 1946 von Wolfgang Steinecke (damals Kulturreferent und Leiter des Kulturamtes der Stadt Darmstadt) gegründet, der sie bis zu seinem Tod 1961 leitete. Die weiteren Leiter waren Ernst Thomas (1962–1982) und Friedrich Hommel (1981–1994). Von 1995 bis 2008 organisierte Solf Schaefer die Kurse. Mit Beginn des Jahres 2009 wurde Thomas Schäfer zum neuen Künstlerischen Leiter sowie zum Direktor des IMD bestellt.
Zunächst fanden die Ferienkurse jährlich statt und dauerten zwei bis vier Wochen; seit 1970 werden sie alle zwei Jahre abgehalten. Wegen der Corona-Pandemie wurden die für 2020 vorgesehenen Kurse auf das folgende Jahr verschoben; seitdem finden sie in den ungeradzahligen Jahren statt. Erster Veranstaltungsort war Schloss Kranichstein bei Darmstadt; seit 1949 werden öffentliche Gebäude in Darmstadt benutzt.
Gegründet wurden die Ferienkurse unter anderem aus einem Nachholbedürfnis, da nach 1933 die internationalen Entwicklungen in Deutschland von den Nationalsozialisten systematisch unterdrückt wurden. Die ersten Jahrgänge standen denn auch unter dem Signum der Aufarbeitung; viele Werke von Arnold Schönberg, Anton Webern, Igor Strawinsky, Béla Bartók und anderen wurden hier mit jahrzehntelanger Verspätung erstmals in Deutschland aufgeführt.
Die Ferienkurse waren nach dem Zweiten Weltkrieg das erste funktionierende Forum für zeitgenössische Musik in Deutschland und wurden durch den regen Besuch international anerkannter Dozenten wie Theodor W. Adorno, René Leibowitz, Heinz-Klaus Metzger sowie später Carl Dahlhaus und Rudolf Stephan zur Institution für avanciertes Komponieren und dessen kritischer Reflexion. Insbesondere der Besuch von „Schöpfern der Neuen Musik“ wie Edgard Varèse, Olivier Messiaen, Ernst Krenek und John Cage, die in Kompositionskursen ihre Ästhetik äußerst detailliert darlegten, führte zur Weltgeltung dieser Institution.
Ihre Prägung erfuhren die Kurse aber durch die Komponisten Karlheinz Stockhausen, Pierre Boulez und Luigi Nono (später Helmut Lachenmann und Brian Ferneyhough), die kraft ihres radikalen Denkens und ihrer Theoriebildung die Diskussion um die Avantgarde – den Stand zeitgemäßen Komponierens – bestimmten; sie wurden später missverständlich als „Darmstädter Schule“ apostrophiert.
Durch eine Reihe namhafter Interpreten wurden neu erfundene Spieltechniken an junge Musiker weitergegeben, die ihrerseits die frisch entstandenen Werke der Nachwuchskomponisten in sogenannten „Atelierkonzerten“ aufführten. Der Kranichsteiner Musikpreis für Nachwuchs-Interpreten und ab 1972 auch für Komponisten erlangte Bedeutung.
Dank der Beteiligung anderer Institutionen, vor allem des öffentlich-rechtlichen Rundfunks, wurden im Laufe der Jahre eine Vielzahl bis heute bedeutender Werke uraufgeführt.

## Dokumentation (Auswahl)
- Internationales Musikinstitut Darmstadt (Hg.): Darmstädter Beiträge zur Neuen Musik.1958–1994. [Zwischen 1958 und 1994 wurden 20 Nummern (die zumeist Vorträge und Statistiken enthalten) herausgegeben. Hier sind grundlegende Schriften zur Neuen Musik erstmals erschienen.]
- Rudolf Stephan (Hg.): Von Kranichstein zur Gegenwart 1946 – 1996. 50 Jahre Darmstädter Ferienkurse, Darmstadt 1996. [Sammelband, der viele Erinnerungen und lebhafte Schilderungen Beteiligter aus den verschiedenen Dezennien der Kurse enthält.]
- Gianmario Borio, Hermann Danuser (Hg.): Im Zenit der Moderne, 4 Bände, Freiburg im Breisgau: Rombach 1997. ISBN 3-7930-9138-4 [Umfangreiche Materialsammlung an Schlüsseltexten und Bildern sowie einer detaillierten Dokumentation aller Seminare und Konzerte.]
- MusikKonzepte Sonderband Darmstadt-Dokumente I, Edition Musik und Kritik 1999. [Ebenfalls eine umfangreiche Dokumentensammlung.]

## Forschungsliteratur (Auswahl)
- Ursula Böhmer: „Von der Werkstatt ins World Wide Web: die Internationalen Ferienkurse für Neue Musik Darmstadt feiern 70-jähriges Bestehen - und werden zur digitalen Forschungsstätte“. In: Neue Zeitschrift für Musik, Bd. 177 (2016), 4, S. 26–27.
- Martin Iddon: New music at Darmstadt: Nono, Stockhausen, Cage, and Boulez. Cambridge 2013.
- Reinhard Oehlschlägel: „Kontinuität des Auf und Ab : eine kurze Geschichte der Darmstädter Ferienkurse“. In: Neue Zeitschrift für Musik, Bd. 171 (2010), 3, S. 28–31.
- Juana Zimmermann: „Jedenfalls werden wir uns alle dort treffen“ – Frauen bei den Darmstädter Ferienkursen 1946–1961. Wolke, Berlin 2025, ISBN 978-3-95593-604-4.

## Diskographie
- Bei dem Label col legno erscheinen seit einigen Jahren Dokumentations-CDs mit ausgewählten Werken, zumeist Uraufführungen und deutsche Erstaufführungen.